# Rosa van Viterbo

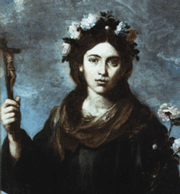
Rosa van Viterbo

Rosa van Viterbo (Viterbo, 1234 – aldaar, 6 maart (?) 1252) is een Italiaanse heilige.

## Leven
Op driejarige leeftijd zou ze een persoon opnieuw tot leven hebben gebracht. Vanaf haar tiende preekte ze in de straten van Viterbo. Hoewel ze graag wilde intreden bij de clarissen, werd ze keer op keer geweigerd. Wel was ze lid van de Derde Orde van Sint-Franciscus. Tijdens haar leven had ze de steun van de machtige kardinaal Capocci, zelf afkomstig uit Viterbo.

## Verering
Na haar dood gaf paus Alexander IV de opdracht dat haar lichaam zou worden begraven in het convent dat haar steeds had geweigerd.
Ze werd heilig verklaard in 1457 en is patroonheilige van ballingen en mensen die in het klooster geweigerd worden.
Haar gedenkdag is op 6 maart en in Viterbo en bij de franciscaanse minorieten op 4 september (overbrenging relieken).